# Ruta de Illinois 19
La Ruta de Illinois 19, y abreviada IL 19 (en inglés: Illinois Route 19) es una carretera estatal estadounidense ubicada en el estado de Illinois. La carretera inicia en el oeste desde la IL 25     en Elgin hacia el este en la US 41     en Chicago. La carretera tiene una longitud de 54,1 km (33.64 mi).

## Mantenimiento
Al igual que las autopistas interestatales, y las rutas federales y el resto de carreteras estatales, la Ruta de Illinois 19 es administrada y mantenida por el Departamento de Transporte de Illinois por sus siglas en inglés IDOT.